# 杜波伊斯 (伊利諾伊州)
杜波伊斯（英語：Du Bois）是位於美國伊利諾伊州華盛頓縣的一個村落。

## 地理
杜波伊斯的座標為38°13′25″N 89°12′48″W / 38.22361°N 89.21333°W，而該地最高點為海拔高度158米（即518英尺）。

## 人口
根據2010年美國人口普查的數據，杜波伊斯的面積為2.78平方千米，當中陸地面積為2.78平方千米，而水域面積為0.00平方千米。當地共有人口205人，而人口密度為每平方千米73人。